# فرديناند فيتيغ
فرديناند فيتيغ هو شخصية أعمال وفلاح وسياسي أمريكي، ولد في 20 أكتوبر 1851، وتوفي في 17 أبريل 1909. نشط حزبياً في الحزب الجمهوري. وقد انتخب عضو جمعية ولاية ويسكونسن ‏.